# Claes Arvidsson
Claes Henrik Arvidsson, född 1 maj 1953 i Lilla Malma, Södermanlands län, är en svensk författare och journalist, mångårig ledarskribent i Svenska Dagbladet och redaktör för SvD/Säkerhetsrådet. Han har skrivit flera böcker om svensk- och internationell politik.